# Avicennite
L'avicennite est une rare espèce minérale formée d'oxyde de thallium, de formule Tl2O3, pouvant présenter des traces de fer. Les cristaux d'avicennite font moins de 1 mm, avec un faciès octaédrique hypidiomorphe. L'habitus le plus courant de l'avicennite sont des grains poreux, formant un revêtement sur la carlinite.

## Historique de la description et appellations

### Inventeur et étymologie
Décrite par K. N. Karpova et al. en 1958, son nom provient du naturaliste médiéval Ouzbek (Persan) Abu 'Ali al-Husayn Ibn Abd Allah Ibn Sina (Avicenne) (930–1037), qui vécut à Bukhara au Tadjikistan.

### Topotype
Près du village de Dzhuzumli, région du mont Zirabulaksk, district de Samarkand dans l'ouest de l'Ouzbékistan.

## Gîtes et gisements

### Gîtologie et minéraux associés
Dans la zone altérée de veines d'hématite-calcite coupant des bandes de marbre et de calcaire siliceux, près d'un contact granite-gneiss (près de Dzhuzumli, Tadjikistan) ; formé par l'oxydation de la carlinite dans des minerais d'or carbonés en présence de calcaires siliceux et de quartz (mines Carlin, Nevada, États-Unis).

### Gisements producteurs de spécimens remarquables
- États-Unis : mine Carlin, à 50 km au nord-ouest d'Elko, district de Lynn, comté d'Eureka dans le Nevada et près de la passe Lookout, comté de Tooele dans l'Utah[5].